# Saint-Germain-des-Prés (París)
|  | Aquest article tracta sobre el barri. Si cerqueu l'antiga abadia, la qual donà nom al barri, vegeu «Abadia de Saint-Germain-des-Prés». |

Saint-Germain-des-Prés és un barri de París al principi de la rue de Rennes i al voltant de l'església que duu el mateix nom, dintre del 6è arrondissement de París.

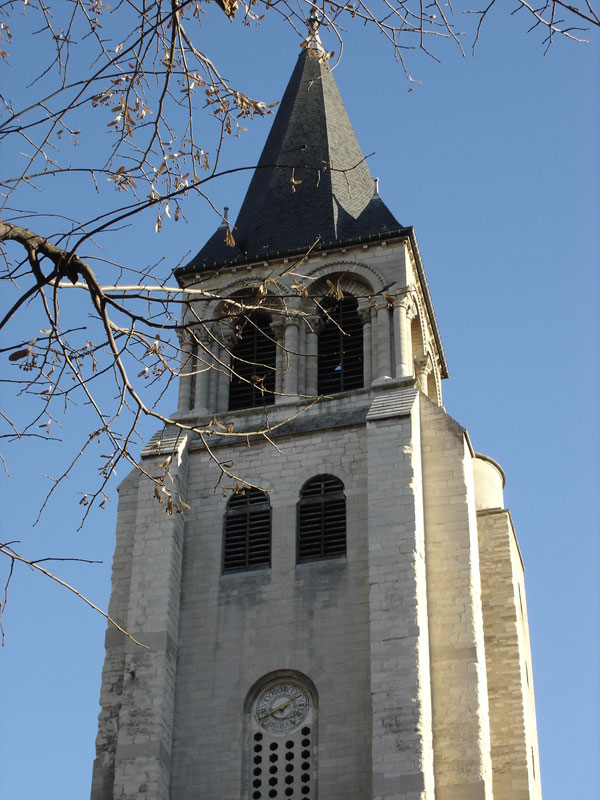
El campanar de l'església de Saint-Germain-des-Prés

Durant l'edat mitjana, es va començar a formar una petita aglomeració al voltant de l'abadia de Saint-Germain-des-Prés, situada com el seu nom indica, a l'exterior. El burg (nucli) Saint-Germain es constitueix cap al segle xii, i incloïa uns 600 habitants. Va ser anomenat així en honor del bisbe Germain de París.
La seva superfície s'estén per la riba esquerra del Sena, sobre el territori dels actuals 6è i 7è arrondissements (districtes de París). Fins al segle xii, la parròquia del nucli va ser l'església de Saint-Pierre, en l'actual emplaçament de l'església catòlica ucraïnesa. Aquesta església va ser consagrada l'any 558. Els edificis de pedra van ser reconstruïts vora l'any 1000, en temps d'una esplendor i d'una efervescència intel·lectual intensa de l'abadia, la qual creixia any rere any. El nom de la rue du Four (6è arrondissement) correspon a l'antic forn de l'abadia. Cap al 1180, és la primera església Saint-Sulpice la que es converteix en l'església parroquial de Saint-Germain-des-Prés.
Aquest barri ha aconseguit el seu encant gràcies al nombre d'intel·lectuals que s'hi han sentit atrets, ja des del segle xvii. Aquests han deixat des de llavors empremta del seu talent, marcant cada cop més profundament els carrers amb un segell literari. Els enciclopedistes es reunien al cafè Landelle (rue de Buci), o bé al cafè Procope, que encara existeix. També hi ha igualment els futurs revolucionaris Marat, Danton o Guillotin, que vivien allà. Les construccions del monestir van ser destruïdes durant la revolució.
Després de la Segona Guerra Mundial, el barri de Saint-Germain-des-Prés va esdevenir un centre de la vida intel·lectual i cultural parisenca. Filòsofs, autors i músics coincidien a les sales de nit (on va ser inventat el bebop) i les braseries, on la filosofia existencialista va coexistir amb el jazz americà, a les caves de la rue de Rennes, freqüentada especialment per Boris Vian. Si bé actualment el seu prestigi és menor, cal remarcar l'època de Jean-Paul Sartre i de Simone de Beauvoir, i també de la cantant Juliette Gréco o dels cineastes com Jean-Luc Godard i François Truffaut, però també de poetes com Jacques Prévert i artistes com Giacometti. Tanmateix, els artistes hi acudeixen sempre, i aprecien l'ambient del cafè Les Deux Magots i del Café de Flore. A la braseria Lipp, s'hi reuneixen els periodistes, els actors del moment i els polítics com fóra en el seu moment François Mitterrand.
Els edificis del segle xvii han sobreviscut, però els senyals del canvi són evidents. Les botigues de moda, sovint de luxe, substitueixen les antigues botigues i llibreries tradicionals. A l'època d'aquests edificis, Saint-Germain-des-Prés era encara un municipi diferent de París.
Molts escriptors han escrit sobre aquest barri de París, amb prosa, Boris Vian, Gabriel Matzneff, Jean-Paul Caracalla o amb poesia japonesa Nicolas Grenier. També hi ha una cançó de Léo Ferré.